# Campeonato Uruguaio de Futebol de 1912
O Campeonato Uruguaio de Futebol de 1912 consistiu em uma competição com dois turnos, no sistema de todos contra todos. O campeão foi o Nacional.<

## Classificação[1]
| Pos | Equipe               | Pts | J  | V  | E | D  | GP | GC | SG  |
| --- | -------------------- | --- | -- | -- | - | -- | -- | -- | --- |
| 1°  | Nacional             | 25  | 14 | 12 | 1 | 1  | 28 | 5  | 23  |
| 2°  | CURCC                | 19  | 14 | 8  | 3 | 3  | 21 | 13 | 8   |
| 3°  | Montevideo Wanderers | 18  | 14 | 7  | 4 | 3  | 21 | 14 | 7   |
| 4°  | River Plate FC       | 17  | 14 | 7  | 3 | 4  | 16 | 9  | 7   |
| 5°  | Bristol              | 13  | 14 | 3  | 7 | 4  | 12 | 14 | -2  |
| 6°  | Central              | 12  | 14 | 4  | 4 | 6  | 9  | 19 | -10 |
| 7°  | Universal            | 7   | 14 | 2  | 3 | 9  | 11 | 29 | -18 |
| 8°  | Dublin               | 1   | 14 | 0  | 1 | 13 | 5  | 20 | -15 |

|  | Campeão.   |
|  | Rebaixado. |

Promovido para a próxima temporada: Reformers.

O Dublin desistiu da competição após a 10ª rodada.
| Campeonato Uruguaio de 1912  |
| ---------------------------- |
| Nacional Campeão (3º título) |